# Vranoviči
Vranoviči – wieś w Słowenii, w gminie Črnomelj. W 2018 roku liczyła 104 mieszkańców.